# Lapptjärnarna (Åre socken, Jämtland)
Lapptjärnarna är en sjö i Åre kommun i Jämtland och ingår i Indalsälvens huvudavrinningsområde.